# Стрічкарка червона
Стрічкáрка червона (Catocala nupta) — нічний метелик родини еребід.

## Поширення
Вид поширений в Європі та Північній Азії на схід до Японії. Трапляється на берегах з кущами верб і тополь, а також у заплавних і болотних лісах, а також на алеях і в парках.

## Опис
Це великий метелик, з розмахом крил до 8 см.

## Спосіб життя
Метелики літають в серпні та вересні. Гусениці сірі з червонуватим відтінком і починають харчуватися в травні і закінчують в червні. Доросла особина харчується нектаром або рослинними соками, личинка — листям верби та тополі.

## Підвиди
- Catocala nupta nupta (Європа)
- Catocala nupta alticola Mell, 1942 (Китай: Юньнань)
- Catocala nupta centralasiae Kusnezov, 1903
- Catocala nupta clara Osthelder, 1933 (Туреччина)
- Catocala nupta concubia Walker, [1858] (Індостан)
- Catocala nupta japonica Mell, 1936
- Catocala nupta kansuensis O. Bang-Haas, 1927 (Китай: Ганьсу)
- Catocala nupta japonica Mell, 1936
- Catocala nupta likiangensis Mell, 1936 (Китай: Юньнань)
- Catocala nupta nozawae Matsumura, 1911 (Японія)
- Catocala nupta nuptialis Staudinger, 1901 (Алтай)
- Catocala nupta obscurata Oberthür, 1880 (Південний Сибір)

## Цікаві факти
- 2015 року цей вид метеликів оголошено в Німеччині метеликом року.